# Opuntia andersonii
Opuntia andersonii är en kaktusväxtart som beskrevs av H.M. Hern., Gómez-hin. och Bárcenas. Opuntia andersonii ingår i släktet fikonkaktusar, och familjen kaktusväxter. Inga underarter finns listade i Catalogue of Life.